# Шарья (городской округ)
Городской округ город Шарья — муниципальное образование в Костромской области России. Административный центр — город Шарья.

## История
Городской округ город Шарья образован 30 декабря 2004 года в соответствии с Законом Костромской области № 237-ЗКО, этим же законом установлены статус и границы муниципального образования.

## Население
| 2002    | 2008    | 2009    | 2010    | 2011    | 2012    | 2013    |
| ------- | ------- | ------- | ------- | ------- | ------- | ------- |
| 39 365  | ↘38 633 | ↘38 597 | ↘36 659 | ↘36 653 | ↗36 689 | ↗36 704 |
| 2014    | 2015    | 2016    | 2017    | 2018    | 2019    | 2020    |
| ↗36 713 | ↗36 737 | ↘36 677 | ↘36 565 | ↘36 527 | ↘36 238 | ↘35 966 |
| 2021    |         |         |         |         |         |         |
| ↘30 739 |         |         |         |         |         |         |

### Национальный состав
По итогам переписи населения 2020 года проживали следующие национальности (национальности менее 0,1 % и другое, см. в сноске к строке «Другие»):
| Национальность | Численность, чел. | Доля     |
| -------------- | ----------------- | -------- |
| Русские        | 28 648            | 93,20 %  |
| Украинцы       | 59                | 0,19 %   |
| Цыгане         | 50                | 0,16 %   |
| Молдаване      | 40                | 0,13 %   |
| Азербайджанцы  | 38                | 0,12 %   |
| Таджики        | 33                | 0,11 %   |
| Другие         | 1871              | 6,09 %   |
| Итого          | 30 739            | 100,00 % |

## Состав городского округа
В состав городского округа входят 5 населённых пунктов:
| № | Населённый пункт | Тип населённого пункта        | Население |
| - | ---------------- | ----------------------------- | --------- |
| 1 | Алешунино        | деревня                       | ↘503      |
| 2 | Ветлужский       | пгт                           | ↘9548     |
| 3 | Корегино         | деревня                       | ↘196      |
| 4 | Михалкино        | деревня                       | ↘61       |
| 5 | Шарья            | город, административный центр | ↘20 439   |

Упразднённые населённые пункты:
- 2004 год — деревня Костино[21].